# 郭良蕙
郭良蕙（1926年8月17日—2013年6月19日），生於河南開封，早期的著名台灣作家，也曾主持節目，更曾拍過電影。

## 生平
郭良蕙原籍山東省鉅野縣，因中國抗日戰爭在西安完成中學學業，16歲開始寫詩。考入四川大學，成為黃季陸的得意弟子。1948年轉入復旦大學，並於復旦大學外文系畢業。1949年與中華民國空軍飛行員孫吉棟結婚，而後赴台灣定居於嘉義。為增加生活收入，開始寫作。初期翻譯外國小說，曾譯過莫泊桑的作品，之後開始小說創作。郭良蕙因外表亮麗、氣質脫俗，當時被封為「最美麗的女作家」。繼第一個短篇小說〈陋巷群雛〉後，便經常於《野風》、《自由中國》、《幼獅文藝》等雜誌上發表文章。後長篇小說〈泥窪的邊緣〉又在《暢流》雜誌連載，她在文壇上已經有了一定的地位。出版《心鎖》時，她的聲名達到最顛峰，但也以描寫性愛與被認定是亂倫的婚外情被禁，成為她創作生涯中最大的風波。《心鎖》事件的打擊，雖讓郭良蕙沮喪，但她仍繼續努力從事寫作。另一方面，被禁之後《心鎖》成為地下暢銷書，郭良蕙也更出名了。1971年，獨自環遊世界，開拓視野與胸襟，自此也步向文物藝術之欣賞及研究。1978年出版的《第三性》大膽地碰觸同性戀之議題，又成為先驅之一。後於香港成立「郭良蕙新事業出版社」，並出版了許多旅遊方面的書籍。

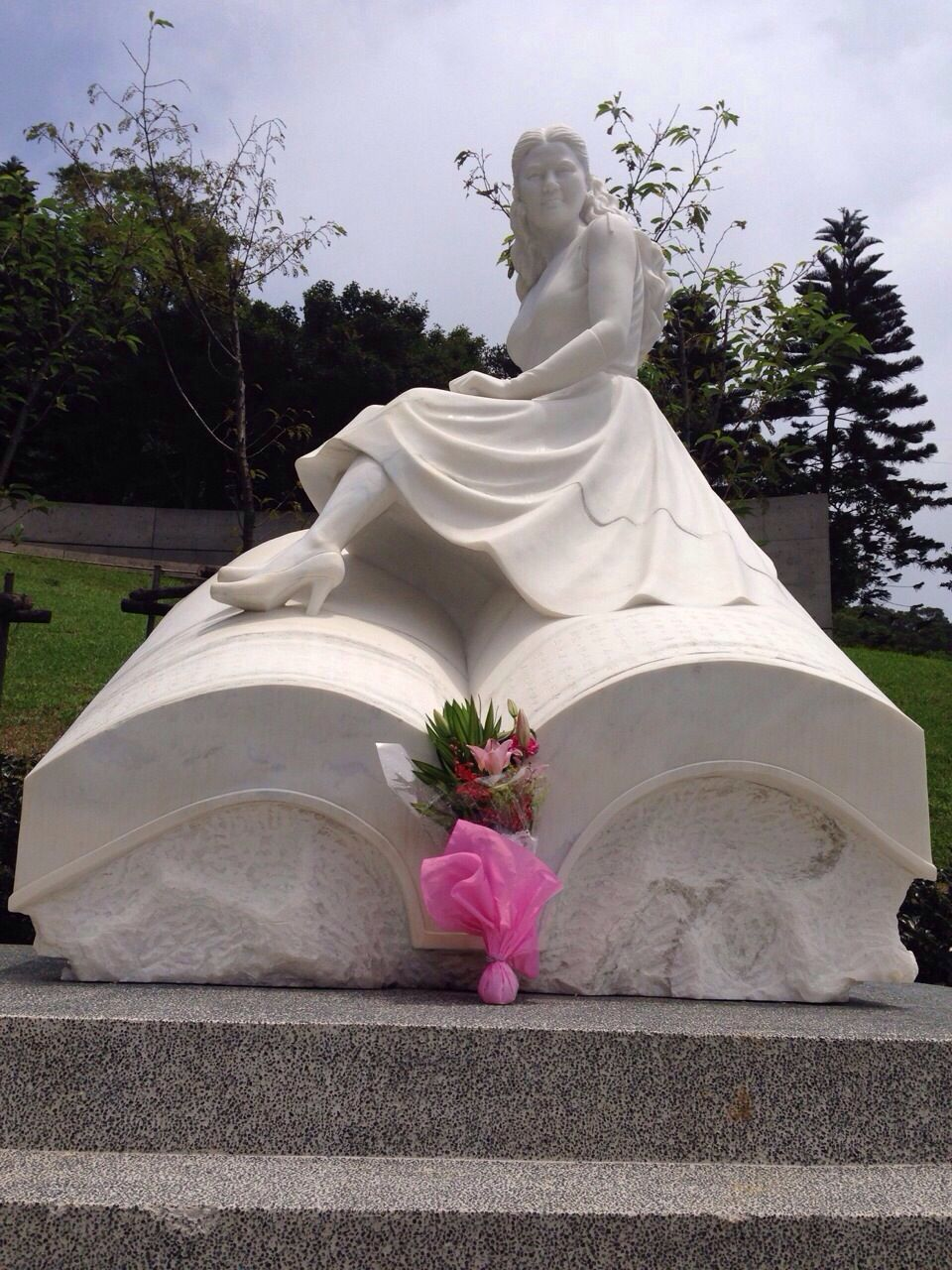
金寶山墓園名人區內, 比真人大1.5倍的白玉雕像

2013年6月19日，郭良蕙因腦溢血逝世, 安葬於台灣新北市金山區的金寶山墓園名人區 。

## 《心鎖》風波

### 發表
1962年小說《心鎖》先於《徵信新聞報》的〈人間副刊〉（編輯為徐蔚忱）連載；9月，大業書店出版了長篇小說《心鎖》，書中對性愛的描寫「自五四（運動）以來最露骨大膽」。〈人間副刊〉的主編以及郭良蕙均對文稿有所刪節，但在當時仍屬先進。

### 內容簡介
《心鎖》一書以夏丹琪為主角，為了報復情人范林的不忠，丹琪負氣地嫁給有錢有勢的醫生夢輝。婚後，舊情人成了妹婿，而小叔夢石更是個情場高手，丹琪因此陷落於矛盾掙扎的情慾邊緣間。郭良蕙企圖藉由對婚姻不忠的夏丹琪，詮釋人性間善與惡的衝突。

### 被查禁及被開除會籍
1963年1月，內政部下令查禁《心鎖》，4月，在中國文藝協會理事會上，作家前輩謝冰瑩提出開除郭良蕙。“提案人認為郭良蕙長得漂亮，服裝款式新穎，注重化妝，長髮垂到腰部，既跳舞又演電影，在社交圈內活躍，引起流言蜚語。當時社會淳樸，她以這樣一個形象，寫出這樣一本小說，社會觀感很壞，人人戴上有色眼鏡看男女作家，嚴重妨害文協的聲譽，應該把她排除到會外。”中國文藝協會中張道藩和陳紀瀅都覺得無須開除郭良蕙，卻都因當天缺席而不能阻止。 中國青年寫作協會及中國婦女寫作協會亦同時開除她的會籍。謝冰瑩與郭良蕙之間互以公開信的型式進行論戰。作家前輩蘇雪林亦撰文直指《心鎖》為黃色小說。

### 支持與平反
“當時一家七彩畫報《中外畫刊》在文藝版一篇文章說文藝社團不去保護作家，反而順從政府的好惡打壓會員，這是「世上最無恥的行為」！”
“香港《亞洲畫報》在122、124期以專輯的方式討論此事件，內容以寫作自由與國家查禁書籍的問題為主，傾向支持郭創作的自由。而臺灣則出版了一本《心鎖之論戰》轉載20~30篇論戰的文字，轟動一時。1986年《心鎖》解禁後，三度再版，並被翻拍成電影。90年代更出現兩本碩士論文探討「心鎖事件」背後所隱含性別問題，由這樣的再省思也算是還給郭良蕙及《心鎖》一個清白。”

### 《心鎖》評論
“題材之外，《心鎖》還充分具有好小說的其他種種質素。郭良蕙小說的魅力一向來自直指事物核心以及人性深處的直率，這樣的直率相對於小說人物的矯飾行為和對白往往產生諷刺的效果。郭良蕙的小說裏，鮮有虛無縹緲的浪漫場景，同時也少有正反分明的典型人物。對人物內心的深刻到位描寫是郭良蕙小說的另一個特點，《心鎖》裏對當時男女的愛情觀與性愛觀有充足的討論，主角夏丹琪於愛情/情慾和道德之間徬徨掙扎的心情描繪更是細膩。轉場調度俐落明快以及充滿機鋒的語言也是這部小說好看的地方。”

## 郭良蕙的小說評論
“郭良蕙的小說，除了故事動人以外，還有兩個重要的特點。首先是她寬闊的視野：她的心胸與見識從傳統的男性社會到現代社會，從國內到國外，橫跨的時空面非常廣闊。其次是她對變遷社會中的愛情描寫的能力：她不僅能描寫女性的微妙心理，更特出的是她對男性主義的心理刻劃十分細膩，這都不是一般所謂閨秀作家所能及的。”
“郭良蕙的作品语言自然流畅，情节真实生动，善于总结生活的哲理但不说教，心理描写细腻准确而绝不发议论。……郭良蕙的作品是写实的，……郭良蕙的作品是批判的，……郭良蕙的作品是富于体验的……。当琼瑶的小说在中国大陆产生轰动效应的时候，郭良蕙的名字在大陆上还鲜为人知。……深究其中的原因，恐怕与以下两点有关：第一，是郭良蕙选择了悲剧作为自己作品的基调。她不愿去编织大团圆的结局取悦喜好轻松的读者，而是把客观世界的不合理与主观世界的盲目性所带来的种种无可奈何合盘托出，造成浓烈的悲剧效应，来激发人们去认识生活、增长智慧。……第二，是郭良蕙作品深入的人生体验，必须经历过、观察过、思考过的成年人，才能引起共鸣，少男少女们是难以真正理解的。”

## 作品
| 出版日期 | 書名                                   | 城市 出版社                    |
| -------- | -------------------------------------- | ------------------------------ |
| 1954年   | 《銀夢短篇小說集》                     | 嘉義：青年圖書                 |
|          | 《禁果》(小說)                         | 臺北：台灣出版社               |
| 1955年   | 《情種》(小說)                         | 婦協                           |
| 1956年   | 《錯誤的抉擇》(小說)                   | 臺北：正中書局                 |
|          | 《生活的秘密》(小說)                   | 雲林：新新文藝                 |
|          | 《聖女》(小說)                         | 香港：友聯                     |
| 1958年   | 《一吻》(小說)                         | 香港：亞洲                     |
|          | 《感情的債》(小說)                     | 高雄：大業                     |
| 1959年   | 《默戀》(小說)                         | 香港：亞洲                     |
| 1960年   | 《往事》(小說)                         | 高雄：大業                     |
| 1961年   | 〈君子協定〉(電影劇本)                 | 天工電影公司                   |
|          | 《春盡》(小說)                         | 高雄：大業                     |
|          | 《黑色的愛》(小說)                     | 高雄：大業                     |
| 1962年   | 《心鎖》(小說)                         | 《徵信新聞報》〈人間〉副刊連載 |
|          | 《女人的事》(小說)                     | 臺北：幼獅                     |
|          | 《貴婦與少女》(小說)                   | 高雄：長城                     |
|          | 《琲琲的故事》(小說)                   | 臺北：皇冠                     |
|          | 《第三者》(小說)                       | 高雄：長城                     |
| 1963年   | 《心鎖》(小說)                         | 高雄：大業                     |
|          | 《午夜的話》(小說)                     | 高雄：大業                     |
|          | 《他、她、牠》(小說)                   | 高雄：長城                     |
|          | 《青草青青》(小說)                     | 臺北：漢麟                     |
|          | 《遙遠的路》(小說)                     | 高雄：大業                     |
| 1964年   | 《金色的憂鬱》(小說)                   | 臺北：漢麟                     |
|          | 《樓上、樓下》(小說)                   | 高雄：長城                     |
|          | 《小女人》(小說)                       | 高雄：長城                     |
|          | 《郭良蕙選集》                         | 高雄：長城                     |
| 1965年   | 《第四個女人》(小說)                   | 臺北：新亞                     |
|          | 《寂寞的假期》(小說)                   | 臺北：新文化                   |
|          | 《夜愁》(小說)                         | 臺南：東海                     |
| 1966年   | 《我心我心》(小說)                     | 臺北：新文化                   |
| 1967年   | 《藏在幸福裡》(小說)                   | 臺北：新文化                   |
|          | 《記憶的深處》(小說)                   | 高雄：長城                     |
| 1968年   | 《雨滴汗淚滴》(小說)                   | 臺北：新亞                     |
| 1969年   | 《迷境》(小說)                         | 臺北：立志                     |
|          | 《嫁》(小說)                           | 臺北：立志                     |
| 1970年   | 《他們的故事》(小說)                   | 臺北：立志                     |
| 1971年   | 《鄰家有女》(小說)                     | 臺北：立志                     |
|          | 《斜煙》(小說)                         | 臺北：立志                     |
| 1972年   | 《蝕》(小說)                           | 臺北：新亞                     |
| 1973年   | 《加爾各答的陌生客》(小說)             | 臺北：新亞                     |
|          | 《緣》(小說)                           | 臺北：新亞                     |
|          | 《睡眠在那裡》(小說)                   | 臺北：新亞                     |
| 1975年   | 《焦點》(小說)                         | 臺北：新亞                     |
|          | 《這一大片空白》(小說)                 | 臺北：新亞                     |
|          | 《變奏》(小說)                         | 臺北：立志                     |
|          | 《團圓》(小說)                         | 臺北：新亞                     |
|          | 《花季》(小說)                         | 臺北：新亞                     |
| 1976年   | 《好個秋》(小說)                       | 文藝出版社                     |
| 1978年   | 《兩種以外的》(小說)後改名為《第三性》 | 臺北：漢麟                     |
| 1979年   | 《黃昏來臨時》(小說)                   | 臺北：漢麟                     |
| 1980年   | 《早熟》(小說)                         | 香港：郭良蕙新事業             |
|          | 《四月的旋律》(小說)                   | 香港：郭良蕙新事業             |
|          | 《女大當嫁》(小說)                     | 臺北：漢麟                     |
|          | 《臺北的女人》(小說)                   | 臺北：爾雅                     |
|          | 《格蘭道爾的早餐》(小說)               | 臺北：爾雅                     |
| 1983年   | 《我不再哭泣》(小說)                   | 香港：郭良蕙新事業             |
| 1985年   | 《過客》(小說)                         | 臺北：爾雅                     |
| 1986年   | 《郭良蕙看文物》(散文集)               | 臺北：藝術家                   |
| 1987年   | 《失落、失落、失落》(小說)             | 臺北：時報文化                 |
|          | 《文物市場傳奇》(散文集)               | 香港：藝術推廣中心             |
|          | 《緣去緣來》(小說)                     | 臺北：時報文化                 |
| 1988年   | 《青花青》(散文集)                     | 臺北：藝術家                   |
|          | 《約合與薄醉》(小說)                   | 臺北：時報文化                 |
| 1991年   | 《臺北一九六○》(小說)                  | 臺北：時報文化                 |
| 2002年   | 《心鎖》再版                           | 九歌出版社                     |
|          | 《人生就是這樣！》(散文集)             | 臺北：九歌                     |